# Inga Marte Thorkildsen
Inga Marte Thorkildsen (Oslo, 2 juli 1976) is een Noors politica. Tussen 2012 en 2013 was zij  minister in het kabinet-Stoltenberg II. 

## Biografie
Thorkildsen werd geboren in Oslo, maar groeide op in Stokke in de provincie Vestfold. Haar vader was politicus, leider van de Nee tegen de EU-beweging, haar moeder was opbouwwerkster. Ze studeerde geschiedenis en staatswetenschappen aan de Universiteit van Oslo. Na haar studie werkte een aantal jaar als freelance journalist. 
Ze was actief in de jongerenorganisatie van SV en werd in 2001 voor het eerst in de Storting gekozen voor hetkiesdistrict Vestfold. In 2005 en 2009 werd zij herkozen, maar bij de verkiezingen in 2013 verloor zij haar zetel.
In 2012 werd ze benoemd tot minister voor Gezin en Emancipatie als opvolger van Audun Lysbakken die gedwongen werd om af te treden. Na haar ministerschap stapte Thorkildsen over naar de gemeentepolitiek van Oslo. In 2015 werd ze lid van het dagelijks bestuur van de Noorse hoofdstad.

## Weblinks
- Slåsskampen i skolegården. 2018-09-28. Dagsavisen

- Bibsys: 98021020
- Library of Congress Control Number: n2016040005
- Système universitaire de documentation: 190583118
- Virtual International Authority File: 305145541840696600576
- WorldCat: E39PBJB8vtv6Xr3wBpkqdHrpfq